# Famileto
Um familect ou famileto é um conjunto de palavras ou frases inventadas com significados compreendidos dentro dos membros de uma família ou outro pequeno grupo íntimo. Entre os pioneiros da pesquisa sobre familects está Cynthia Gordon, professora de linguística na Universidade de Georgetown, que discutiu o conceito em seu livro de 2009 Making Meanings, Creating Family. Os familects se enquadram no registro íntimo da comunicação. Os familects geralmente ganham vocabulário por meio das palavras que as crianças pequenas criam à medida que aprendem a falar, quando essas palavras são adotadas pela família. Os familects também ganham vocabulário por meio de lapsos de língua e invenção de palavras.